# Hannibal ante portas
Hannibal ante portas (egentligen Hannibal ad portas; latin för "Hannibal framför portarna" eller "Hannibal vid portarna") är ett uttryck som syftar på det tillfälle då den karthagiske fältherren Hannibal Barkas år 211 f.Kr. oväntat dök upp utanför Rom, och den panik som då utbröt i staden. Det används för att beteckna en oväntad och panikfylld situation.